# Rolf Raasch
Rolf Raasch (* 4. Januar 1953 in Berlin-Pankow) ist ein deutscher Publizist, Soziologe und Verleger.

## Leben
Nach einer Lehre als Dekorateur in West-Berlin und der Erlangung der allgemeinen Hochschulreife auf dem zweiten Bildungsweg studierte er an der FU Berlin Soziologie, Philosophie und Politologie. Raasch gehört zu den Mitbegründern des Libertad Verlages und des Libertären Forums Berlin.  Heute ist er als Sucht-Sozialtherapeut tätig. Publizistisch bekannt wurde Raasch vor allem als Autor und Anarchismusforscher sowie als Verleger des OPPO-Verlages.

## Tätigkeit
Rolf Raasch war in den 1970er Jahren in der anarchistischen Lehrlings- und Jungarbeiterbewegung  West-Berlins aktiv. 1976 gründete er gemeinsam mit den drei Brüdern Jochen, Christian und Thomas Schmück den Libertad Verlag. In den 1980er Jahren engagierte er sich im Libertären Forum Berlin. In den 1990er Jahren hatte er zusammen mit Hans Jürgen Degen den OPPO-Verlag betrieben, den er nun weiterhin als Einzelverleger betreibt.
Zusammen mit Jochen Schmück und Jochen Knoblauch begründete und betreut Raasch das Lexikon der Anarchie im Internet und schrieb Beiträge für die libertäre Zeitschrift Espero.
Als Anarchismusforscher und Autor hat er sich insbesondere auf die folgenden Themen spezialisiert:
- Neo-Anarchismus
- Anarchismus in Lateinamerika, besonders Mexiko
- B. Traven

## Werke

### Monographien
- Hans Jürgen Degen, Jochen Schmück und Rolf Raasch [u. a.]: Denk´ ich an Deutschland. Beiträge zu einer libertären Positionsbestimmung. Klaus Guhl, Berlin 1990.
- Hans Jürgen Degen und Rolf Raasch (Hrsg.): Die richtige Idee für eine falsche Welt? Perspektiven der Anarchie, OPPO-Verlag, Berlin 2002. 129 Seiten. ISBN 978-3-926880-12-3.
- Markus Henning und Rolf Raasch: Neoanarchismus in Deutschland. Entstehung, Verlauf, Konfliktlinien, OPPO-Verlag, Verlag 2005, 220 Seiten, ISBN 978-3-926880-13-0.
- Rolf Raasch: B. Traven und Mexiko. Ein Anarchist im Land des Frühlings: Eine politisch-literarische Reise, OPPO-Verlag, Berlin 2007, ISBN 978-3-926880-14-7.

### Zeitschriftenaufsätze
- Rolf Raasch: Neoanarchismus und Geschichtslosigkeit, in: Uwe Timm zum 60. Geburtstag. Von Wolfram Beyer u. a. Berlin: OPPO-Verlag, 1992.
- Rolf Raasch: Historischer Anarchismus versus Gegenwart und Zukunft der Anarchie, in: Die richtige Idee für eine falsche Welt? Perspektiven der Anarchie. Hrsg. von Hans Jürgen Degen und Rolf Raasch, Berlin: OPPO-Verlag, 2002.
- Partnerschaft anbieten. Betreuungsstruktur für die Pflege alkoholkranker älterer Menschen, in: PDL Praxis – Magazin für die Pflegedienstleitung. Vincentz-Verlag, Hannover 2002
- Korsakow-Kranke und Kreative Sozialtherapie, in: therapie kreativ, Zeitschrift für kreative Sozio- und Psychotherapie. Affenkönig Verlag, Neukirchen-Vluyn 2004
- Rolf Raasch: `68 und die Folgen: Anarchismus oder Anarchie?, in: Anarchismus 2.0. Bestandsaufnahmen. Perspektiven. Hrsg. von Hans Jürgen Degen und Jochen Knoblauch, Stuttgart: Schmetterling Verlag, 2009
- Rolf Raasch: Der alte Fritz von Neukölln und die Junganarchos, in: Rebellen-Heil – Gedenkschrift für Fritz Scherer. Hrsg. vom Wanderverein Bakuninhütte e.V. Berlin: Karin Kramer Verlag, 2010.